# Цзинсин (уезд)
Цзинси́н (кит. упр. 井陉, пиньинь Jǐngxíng) — уезд городского округа Шицзячжуан провинции Хэбэй (КНР).

## История
Эти места имеют очень древнюю историю, люди жили здесь с древнейших времён.
Уезд Цзинсин был создан в 1369 году.
В октябре 1937 года эти места были оккупированы японскими войсками в ходе японо-китайской войны, и по линии железной дороги уезд был разделён на северную и южную части. После войны в 1948 году обе части уезда были воссоединены. 
В 1949 году был образован Специальный район Шицзячжуан (石家庄专区), и уезд вошёл в его состав. В ноябре 1958 года к уезду Цзинсин был присоединён соседний уезд Шулу, а в декабре того же года уезд был расформирован, и на его территории образованы районы Цзинсин и Шулу Шицзячжуана. В марте 1960 года районы опять были объединены в уезд Цзинсин (в границах 1958 года), а в июне того же года из уезда Цзинсин был вновь выделен уезд Шулу. В мае 1961 года Специальный район Шицзячжуан был воссоздан; при этом Шулу опять вошёл в состав Цзинсина, а в 1962 году Шулу и Цзинсин были разделены вновь. В 1963 году из состава уезда в отдельную административную единицу был выделен Цзинсинский район угледобычи. В ноябре 1967 года Специальный район Шицзячжуан был переименован в Округ Шицзячжуан (石家庄地区). 
В конце 1983 года уезд Цзинсин был опять передан под юрисдикцию города Шицзячжуан. В 1993 году постановлением Госсовета КНР округ Шицзячжуан и город Шицзячжуан были объединены в городской округ Шицзячжуан.

## Административное деление
Уезд Цзинсин делится на 10 посёлков и 7 волостей.